# Quadro de medalhas dos Jogos Olímpicos de Verão de 1952
Este é o quadro de medalhas dos Jogos Olímpicos de Verão de 1952, realizados em Helsinque, Finlândia. O ordenamento é feito pelo número de medalhas de ouro, estando as medalhas de prata e bronze como critérios de desempate em caso de países com o mesmo número de ouros. Se, após esse critério, os países continuarem empatados, posicionamento igual é dado e eles são listados alfabeticamente. Este é o sistema utilizado pelo Comitê Olímpico Internacional.
| Ordem | País                  | Medalha de ouro | Medalha de prata | Medalha de bronze |    |
| ----- | --------------------- | --------------- | ---------------- | ----------------- | -- |
| 1     | USA Estados Unidos    | 40              | 19               | 17                | 76 |
| 2     | URS União Soviética   | 22              | 30               | 19                | 71 |
| 3     | HUN Hungria           | 16              | 10               | 16                | 42 |
| 4     | SWE Suécia            | 12              | 13               | 10                | 35 |
| 5     | ITA Itália            | 8               | 9                | 4                 | 21 |
| 6     | TCH Checoslováquia    | 7               | 3                | 3                 | 13 |
| 7     | FRA França            | 6               | 6                | 6                 | 18 |
| 8     | FIN Finlândia         | 6               | 3                | 13                | 22 |
| 9     | AUS Austrália         | 6               | 2                | 3                 | 11 |
| 10    | NOR Noruega           | 3               | 2                |                   | 5  |
| 11    | SUI Suíça             | 2               | 6                | 6                 | 14 |
| 12    | RSA África do Sul     | 2               | 4                | 4                 | 10 |
| 13    | JAM Jamaica           | 2               | 3                |                   | 5  |
| 14    | BEL Bélgica           | 2               | 2                |                   | 4  |
| 15    | DEN Dinamarca         | 2               | 1                | 3                 | 6  |
| 16    | TUR Turquia           | 2               |                  | 1                 | 3  |
| 17    | JPN Japão             | 1               | 6                | 2                 | 9  |
| 18    | GBR Grã-Bretanha      | 1               | 2                | 8                 | 11 |
| 19    | ARG Argentina         | 1               | 2                | 2                 | 5  |
| 20    | POL Polônia           | 1               | 2                | 1                 | 4  |
| 21    | CAN Canadá            | 1               | 2                |                   | 3  |
| 21    | YUG Iugoslávia        | 1               | 2                |                   | 3  |
| 23    | ROU Romênia           | 1               | 1                | 2                 | 4  |
| 24    | BRA Brasil            | 1               |                  | 2                 | 3  |
| 24    | NZL Nova Zelândia     | 1               |                  | 2                 | 3  |
| 26    | IND Índia             | 1               |                  | 1                 | 2  |
| 27    | LUX Luxemburgo        | 1               |                  |                   | 1  |
| 28    | GER Alemanha          |                 | 7                | 17                | 24 |
| 29    | NED Países Baixos     |                 | 5                |                   | 5  |
| 30    | IRI Irã               |                 | 3                | 4                 | 7  |
| 31    | CHI Chile             |                 | 2                |                   | 2  |
| 32    | AUT Áustria           |                 | 1                | 1                 | 2  |
| 32    | LIB Líbano            |                 | 1                | 1                 | 2  |
| 34    | IRL Irlanda           |                 | 1                |                   | 1  |
| 34    | MEX México            |                 | 1                |                   | 1  |
| 34    | ESP Espanha           |                 | 1                |                   | 1  |
| 37    | KOR Coreia do Sul     |                 |                  | 2                 | 2  |
| 37    | TRI Trinidad e Tobago |                 |                  | 2                 | 2  |
| 37    | URU Uruguai           |                 |                  | 2                 | 2  |
| 40    | BUL Bulgária          |                 |                  | 1                 | 1  |
| 40    | EGY Egito             |                 |                  | 1                 | 1  |
| 40    | POR Portugal          |                 |                  | 1                 | 1  |
| 40    | VEN Venezuela         |                 |                  | 1                 | 1  |